# Giovanni da Cascina della Rosta
Il conte Giovanni da Cascina della Rosta (... – XV secolo) fu un patrizio pisano molto importante all'interno della vita politica della Repubblica Pisana.
Vissuto a cavallo tra il XIV e il XV secolo.
Fu podestà dell'Isola del Giglio nel 1385, anziano di Pisa nel 1392 e priore degli Anziani di Pisa nel 1402.
Ricoprì anche cariche militari, fu comandante delle armate di fanterie dell'esercito pisano e fu capitano di ventura.